# Sacramento (Lisboa)
Sacramento é uma parte da cidade e antiga freguesia portuguesa do concelho de Lisboa, com 0,09 km² de área e 742 habitantes (2011). Densidade: 8 244,4 hab/km².
Era uma das 5 únicas freguesias de Portugal (todas pertencentes ao concelho de Lisboa) com menos de 10 hectares de extensão territorial.
Como consequência de uma reorganização administrativa, oficializada a 8 de novembro de 2012 e que entrou em vigor após as eleições autárquicas de 2013, foi determinada a extinção da freguesia, passando o seu território a integrar a nova freguesia de Santa Maria Maior.
O território desta antiga freguesia constitui, em conjunto com o da também extinta vizinha freguesia dos Mártires, o bairro conhecido por Chiado. A paróquia foi criada em 1584 com a designação de Trindade, por destacamento da paróquia de São Nicolau. Em 1666, a sede da freguesia passou para a Igreja do Sacramento, passando a freguesia a tomar aquela designação.

## População
★ No censo de 1864 pertencia ao Bairro Alto. Os seus limites foram fixados pelo decreto-lei nº 42.142, de 07/02/1959

Grupos etários' em 2001 e 2011			

| Nº de habitantes | Nº de habitantes | Nº de habitantes | Nº de habitantes | Nº de habitantes | Nº de habitantes | Nº de habitantes | Nº de habitantes | Nº de habitantes | Nº de habitantes | Nº de habitantes | Nº de habitantes | Nº de habitantes | Nº de habitantes | Nº de habitantes | Nº de habitantes |
| ---------------- | ---------------- | ---------------- | ---------------- | ---------------- | ---------------- | ---------------- | ---------------- | ---------------- | ---------------- | ---------------- | ---------------- | ---------------- | ---------------- | ---------------- | ---------------- |
| 1864             | 1878             | 1890             | 1900             | 1911             | 1920             | 1930             | 1940             | 1950             | 1960             | 1970             | 1981             | 1991             | 2001             | 2011             |                  |
| 3962             | 4446             | 4628             | 5021             | 4922             | 4808             | 4791             | 5362             | 3929             | 3099             | 2387             | 1973             | 1167             | 880              | 742              |                  |
|                  | +12%             | +4%              | +8%              | -2%              | -2%              | -0%              | +12%             | -27%             | -21%             | -23%             | -17%             | -41%             | -25%             | -16%             |                  |

|     | 0-14 anos | 15-24 anos | 25-64 anos | 65 e + anos |
| Hab | 81 \| 85  | 110 \| 72  | 474 \| 438 | 215 \| 147  |
| Var | +5%       | -35%       | -8%        | -32%        |

## Património
- Igreja de São Roque
- Igreja do Convento do Carmo ou Igreja do Carmo ou Museu Arqueológico do Carmo ou Ruínas do Carmo
- Igreja Paroquial do Santíssimo Sacramento
- Igreja da Ordem Terceira de Nossa Senhora do Carmo
- Basílica de Nossa Senhora dos Mártires
- Quartel General da Guarda Nacional Republicana
- Chafariz do Carmo, antigamente abastecido de água pelo Aqueduto das Águas Livres
- Teatro da Trindade
- Teatro Gymnasio (fachada) ou Fachada da Rua Nova da Trindade, nº 5 a 5G
- Casa do Ferreira das Tabuletas
- Edifício no Largo Raphael Bordalo Pinheiro, coberto a azulejos, onde viveu o artista, classificado de Monumento Nacional
- Edifício na Rua Garrett, onde se encontra instalado o Café A Brasileira ou Café A Brasileira do Chiado, também denominado Brasileira do Chiado, incluindo o próprio café e o troço de calçada fronteiro à porta em que se lê o nome do estabelecimento e os nºs de polícia

## Arruamentos
A freguesia do Sacramento continha 26 arruamentos. Eram eles:
| - Beco da Ricarda - Calçada do Carmo - Calçada do Duque - Calçada do Sacramento - Escadinhas da Oliveira - Escadinhas de João de Deus - Largo da Trindade - Largo do Carmo - Largo do Chiado - Largo Rafael Bordalo Pinheiro - Largo Trindade Coelho - Rua da Condessa - Rua da Misericórdia | - Rua de Oliveira ao Carmo - Rua da Trindade - Rua do Almirante Pessanha - Rua do Carmo - Rua do Duque - Rua Garrett - Rua Nova da Trindade - Rua Primeiro de Dezembro - Rua Serpa Pinto - Travessa D. Pedro de Menezes - Travessa da Trindade - Travessa João de Deus |

## Actividade Económica
Principalmente constituída por pequenos estabelecimentos comerciais, maioritariamente tradicionais e dedicados à restauração e ao turismo. Destacam-se:
- Redacção do Diário Económico
- Cervejaria da Trindade
- Loja do estilista José António Tenente
- Loja Hugo Boss
- Café A Brasileira do Chiado
- Panificação do Chiado
- Leitaria Académica
- Chá do Carmo
- Casa Havaneza

## Cultura
Destaca-se o Teatro da Trindade, com a sua actividade regular, e o Museu Arqueológico do Carmo.

## Galeria de imagens
- Largo do Carmo
- Estátua de Fernando Pessoa na Brasileira do Chiado, de Lagoa Henriques
- Ruínas do Convento do Carmo
- Teatro da Trindade
- Rua Garrett
- Fachada da Igreja de São Roque no Largo Trindade Coelho
- Largo do Chiado à noite
- Quartel do Carmo da GNR